# Пимено-Черни
Пимено-Черни — хутор в Котельниковском районе Волгоградской области. Административный центр Пимено-Чернянского сельского поселения.
Предположительно основан вначале XIX веке как хутор Пименов.
Население - 1088 (2010)

## История
Дата основания не установлена. Впервые обозначен на французской карте 1812 года как хутор Пименов. В XIX веке хутор также был известен как хутор Романов. Согласно Списку населённых мест Земли Войска Донского в 1859 году хутор Пимонов (Романов) относился к юрту станицы Потёмкинской, в хуторе имелось 19 дворов, всего проживало 149 человек.
По состоянию на 1936 год в составе Котельниковского района Сталинградской (Волгоградской) области (центр сельсовета).

## Физико-географическая характеристика
Хутор расположен в степной местности в пределах западной покатости Ергенинской возвышенности, относящейся к Восточно-Европейской равнине, в пределах на Скифской тектонической плиты на правом берегу реки Аксай Курмоярский), чуть ниже устья балки Караичева, на высоте 64 метра над уровнем моря. Рельеф местности холмисто-равнинный, осложнённый балками и оврагами. Почвы комплексные: распространены каштановые солонцеватые и солончаковые почвы и солонцы (автоморфные).
По автомобильным дорогам расстояние до областного центра города Волгограда (до центра города) составляет 190 км, до районного центра города Котельниково - 33 км (до центра города). К хутору имеется подъезд от региональной автодороги Волгоград - Котельниково - Сальск.
Климат
Климат континентальный, засушливый, с жарким летом и относительно холодной и малоснежной зимой (согласно классификации климатов Кёппена - Dfa). Среднегодовая температура воздуха положительная и составляет + 8,9 °C. Средняя температура самого холодного января -6,0 °С, самого жаркого месяца июля +24,2 °С. Расчётная многолетняя норма осадков - 372 мм. В течение года количество осадков распределено относительно равномерно: наименьшее количество осадков выпадает в феврале-марте и октябре (по 24 мм), наибольшее количество - в июне (40 мм) и декабре (38 мм).
Часовой пояс
Пимено-Черни, как и вся Волгоградская область, находится в часовой зоне МСК (московское время). Смещение применяемого времени относительно UTC составляет +3:00.

## Население
| 2002 |
| ---- |
| 780  |

| 1859 | 2010  |
| ---- | ----- |
| 149  | ↗1088 |